# レフ・ザイコフ
レフ・ニコラエヴィッチ・ザイコフ（ロシア語: Лев Никола́евич Зайко́в, ラテン文字転写: Lev Nikolaevich Zaikov; 1923年4月3日 - 2002年1月7日）は、ソビエト連邦の企業家、官僚、政治家。

## 来歴・人物
1940年から運転手として働きながら学ぶ。第二次世界大戦後、レニングラード工科経済大学を卒業する。以後、生産合同（トラスト）の総支配人や行政機関で勤務。1970年代、軍需関係企業でやり手の支配人として知られた。
1976年レニングラード市ソビエト代議員に選出される。1983年レニングラード州党第一書記のグリゴリー・ロマノフがソ連共産党中央委書記に転出すると、ロマノフの後任としてレニングラード州党第一書記に就任する。
1985年3月ロマノフのライバルであったミハイル・ゴルバチョフが共産党書記長に就任する。同年5月、ゴルバチョフはレニングラードを訪問し、ザイコフに親しく語りかける様子が目撃されている。ザイコフによってロマノフはパトロンともいうべき存在であったが、7月1日政治局員と書記を解任され、ザイコフがロマノフの占めていた政治局員と重工業・軍事工業担当書記の地位に就くことになった。
ザイコフは1990年7月13日まで在職し、この間、ソ連国防会議第一副議長（議長、ゴルバチョフ書記長）を兼ね、ソ連における軍産複合体を代表した。1987年ボリス・エリツィンがペレストロイカの遅延に対して、保守派の総帥であるエゴール・リガチョフを批判し辞任すると1987年から1989年までモスクワ市党第一書記をつとめた。1990年第28回ソ連共産党大会ですべての公職から退いた。